# هیچ هیچ هیچ
هیچ هیچ هیچ چهارمین آلبوم رسمی و استودیویی شاهین نجفی است که در ۱۰ اسفند ۱۳۹۰ ارائه شد. آلبوم هیچ هیچ هیچ، مجموعه‌ای از تجربیات موسیقایی شاهین نجفی در سال ۲۰۱۱ می‌باشد. اما در این میان ساخت ترانه‌ای چون فیسپوک به سال ۲۰۰۹ بازمی‌گردد.
در این آلبوم شاهین نجفی به همراه بابک خزایی و مجید کاظمی تجربیات جدیدی را در تنظیم و آهنگسازی داشته‌اند. کارهایی چون فیسپوک، رانندگی در مستی، شکل ایرانیزه شدهٔ سبک «تریپ هاپ» می‌باشند. در کارهایی چون «نگفتمت نرو»، «سگ هار» و «بعد از تو» مایه‌هایی از جز نو و «ممیز صفر»، «ناگهان» و «نی نوش» تمایلی موسیقایی به فیوژن دارند.
«هیچ هیچ هیچ» یک آلبوم با چند ژانر است، اما اشتراک تمامی اشعار به ادعای صاحبان اثر پست مدرنیسم ادبی می‌باشد. شاهین نجفی و عناصر همکار در این آلبوم ادعا داشته‌اند که هنجارگریزی معنایی و عادت‌ستیزی در فرم را دنبال کرده‌اند. ترانه «نگفتمت نرو» از طرف «شاهین نجفی» برای «یغما گلرویی» خوانده شده‌است.

## ترانه‌های آلبوم
این آلبوم دارای ۱۰ ترانه است که عبارتند از:
| نام ترانه         | ترانه سرا     | آهنگساز    | تنظیم‌کننده | توضیحات                                               |
| ----------------- | ------------- | ---------- | ---------- | ----------------------------------------------------- |
| «رانندگی در مستی» | یغما گلرویی   | شاهین نجفی | مجید کاظمی |                                                       |
| «نگفتمت نرو»      | شاهین نجفی    | شاهین نجفی | مجید کاظمی | ترانه‌ای است که از طرف وی به یغما گلرویی تقدیم شده‌است. |
| «سگ هار»          | یغما گلرویی   | مجید کاظمی | مجید کاظمی |                                                       |
| «فیسپوک»          | شاهین نجفی    | شاهین نجفی | مجید کاظمی |                                                       |
| «بکنیم»           | فاطمه اختصاری | شاهین نجفی | بابک خزایی |                                                       |
| «ناگهان»          | مهدی موسوی    | شاهین نجفی | بابک خزایی |                                                       |
| «نینوش»           | شاهین نجفی    | شاهین نجفی | بابک خزایی |                                                       |
| «درد شخصی»        | افشین مقدم    | شاهین نجفی | بابک خزایی |                                                       |
| «ممیز صفر»        | مهدی موسوی    | شاهین نجفی | مجید کاظمی |                                                       |
| «بعد از تو»       | مهدی موسوی    | شاهین نجفی | بابک خزایی |                                                       |